# Another Time, Another Place (Bryan Ferry)
Another Time, Another Place è il secondo album di Bryan Ferry, pubblicato dalla Island Records nel luglio del 1974.
L'album raggiunse la quarta posizione nelle chart albums britanniche, mentre il brano The 'In' Crowd salì al tredicesimo posto nella classifica UK riservata ai singoli, un secondo singolo Smoke Gets in Your Eyes/Another Time Another Place raggiunse la posizione numero 17 (UK Charts).

## Tracce
Lato A
1. The 'In' Crowd – 4:35 (Billy Page)
2. Smoke Gets in Your Eyes – 2:53 (Jerome Kern, Otto Harbach)
3. Walk a Mile in My Shoes – 4:44 (Joe South)
4. Funny How Time Slips Away – 3:30 (Willie Nelson)
5. You Are My Sunshine – 6:48 (Charles Mitchell, Jimmie Davis)

Durata totale: 22:30
Lato B
1. (What a) Wonderful World – 2:54 (Barbara Campbell (Sam Cooke, Lou Adler, Herb Alpert))
2. It Ain't Me Babe – 3:53 (Bob Dylan)
3. Fingerpoppin' – 3:34 (Ike Turner)
4. Help Me Make It Through the Night – 4:16 (Kris Kristofferson)
5. Another Time, Another Place – 4:46 (Bryan Ferry)

Durata totale: 19:23

## Formazione
- Bryan Ferry - voce, tastiere, armonica, organo Hammond
- John Porter - chitarra
- Paul Thompson - batteria
- John Wetton - basso
- David O'List - chitarra
- John Porter - chitarra
- John Wetton - fiddle
- Henry Lowther - tromba
- Chris Pyne - trombone
- Chris Mercer - sassofono tenore
- Ruan O'Lochlainn - sax alto
- Vicki Brown, Helen Chappell, Barry St. John, Liza Strike - cori

Altri musicisti
(Non specificati gli strumenti che suonano)
- Tony Carr
- Tony Charles
- Don Cirilo
- Paul Cosh
- Geoff Daley
- Martin Drover
- Bob Efford
- Malcolm Griffiths
- Jimmy Hastings
- Morris Pert
- John Punter
- Alf Reece
- Peter Robinson
- Ronnie Ross
- Steve Saunders
- Alan Skidmore
- Winston Stone
- Mark Warner

Note aggiuntive
- Ann Odell (Ann O'Dell) - arrangiamenti strumenti ad arco
- Martyn Ford - arrangiamenti strumenti a fiato
- Bryan Ferry e John Punter - produttori
- Registrazioni effettuate al Island Studios, Ramport Studios e AIR Studios di Londra nella primavera del 1974
- John Punter - ingegnere del suono
- Rhett Davies - assistente ingegnere del suono
- Mark Dobson - assistente ingegnere del suono
- Gary Edwards - assistente ingegnere del suono
- Sean Milligan - assistente ingegnere del suono[3]